# Effelder-Rauenstein
Effelder-Rauenstein este o comună din landul Turingia, Germania.